# Montoggio
Montoggio (ligur nyelven Montéuggio) település Olaszországban, Liguria régióban, Genova megyében. Lakosainak száma 1998 fő (2023. január 1.). Montoggio Casella, Davagna, Sant’Olcese, Serra Riccò, Torriglia, Valbrevenna és Genova községekkel határos.

## Népesség
A település lakossága az elmúlt években az alábbi módon változott:
| Lakosok száma | 2022 | 1993 | 1998 |
|               | 2017 | 2018 | 2023 |